# Fou varié
Sula variegata
Espèce
Statut de conservation UICN

 LC  : Préoccupation mineure
Le Fou varié (Sula variegata) est une espèce d'oiseaux de la famille des Sulidae. Il est endémique du courant de Humboldt, et un important prédateur de la communauté marine à laquelle il appartient. Sa répartition est beaucoup moins répandue que celle d'autres espèces de fous étroitement apparentées. C'est l'espèce d'oiseaux de mer la plus abondante qui habite la côte péruvienne et le deuxième oiseau de mer producteur de guano. Au milieu du XXe siècle, la population de fous péruviens atteignait 3 millions d'individus.

## Description
Le fou varié a les parties supérieures brunes et les parties inférieures blanches, ainsi qu'une tête blanche. Des marbrures blanches sont visibles sur le dessus des ailes. Leurs couvertures alaires sont terminées de blanc, créant un motif en forme d'écaille. Ils ont un long bec gris pointu. Leurs pieds sont palmés et gris (contrairement à la coloration caractéristique des pattes bleues et fous à pattes rouges),. Les femelle ont tendance à être plus grandes que les mâles : leur corps est en moyenne 19 % plus lourd et leurs ailes 4% plus grandes.

## Écologie et comportement

### Vocalisations
Les fous variés femelles ont une gamme assez importante de vocalisations : elles cancanent (produisant un son qu'on pourrait comparer à une trompette) ou cacardent. Le fou mâle, en revanche, a tendance à siffler. Seuls les adultes utilisent ces types de communication vocale car il faut aux jeunes quelques années pour pouvoir produire de telles vocalisations.

### Régime alimentaire
Le régime alimentaire du fou varié se compose principalement d'anchois, en particulier d'anchois du Pérou. Cependant, leur régime alimentaire varie en fonction de leur stade de vie. Il est également documenté qu'ils mangent du maquereau, en fonction de l'abondance relative de leurs proies. Ils dépendent des eaux froides et productives du système de remontée du courant de Humboldt pour une source de nourriture constante.
Les événements El Niño ont un impact significatif sur les populations de fous variés, car ils sont responsables d'une disponibilité réduite de nourriture pour les oiseaux. Cela entraîne à son tour une diminution du succès de reproduction.
Les fous variés sont des oiseaux plongeurs, avec un temps de plongée relativement court de 3,1 à 3,4 secondes. Il leur est possible de plonger pendant 15 secondes. Avec une profondeur de plongée moyenne comprise entre 2,3 et 4,3 mètres, ce sont des oiseaux fréquentant des eaux relativement peu profondes.
Ils se nourrissent assez près du rivage, généralement à moins de 5 km de leurs nids, mais ils ont été vus jusqu'à 40 km de la côte. Leurs voyages à la recherche de nourriture ont tendance à ne durer que quelques heures, ce qui est court par rapport à d'autres oiseaux de mer similaires qui peuvent passer plusieurs jours à chercher leur nourriture en mer. Ils se nourrissent à la fois en grands groupes et en plus petits ,.
Ils préfèrent les zones côtières peu profondes et les eaux juste à côté de la rupture du plateau continental, ils ne se nourrissent pas dans les eaux océaniques très profondes. Lorsqu'ils se nourrissent en mer, les oiseaux passent 90 % de leur temps à voler et moins de 10 % du temps à plonger.

### Vol
Les fous variés ont une charge alaire relativement faible. Ils alternent des battements actifs avec de courtes périodes de vol plané. En raison de la morphologie de leurs ailes et de leur style de vol, ils préfèrent voler avec un vent de travers plutôt qu'avec un vent arrière ou de face. Ceci s'avère bénéfique car cela nécessite moins d'énergie que de voler directement face au vent, et cela permet de repérer plus de proies que s'ils volaient à grande vitesse avec un vent arrière.
La vitesse moyenne du fou varié est d'environ 44 km/h, mais on a constaté des vitesses allant jusqu'à 139 km/h.

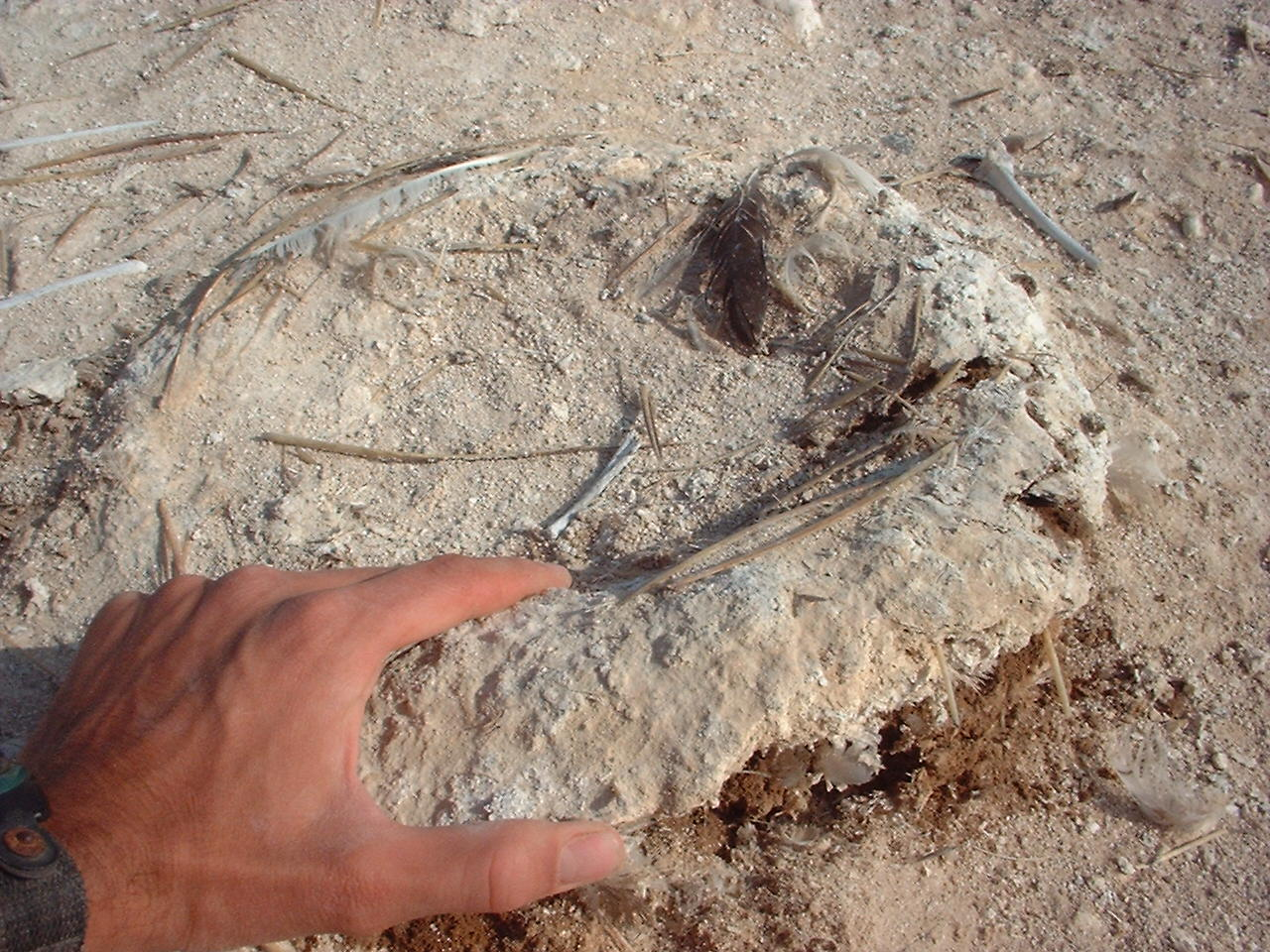
Nid de fou varié, fait de guano et de terre

### Reproduction
Les fous variés se reproduisent tout au long de l'année, cependant la principale saison de reproduction a lieu pendant la période printemps-été australe (septembre à mars). Les couples d'oiseaux peuvent tenter de se reproduire une deuxième fois au cours de l'année en fonction de la disponibilité de la nourriture. La taille des couvées de fous variés va de 1 à 4 œufs, mais les couvées sont le plus souvent de 2 à 3 œufs. Les œufs sont de couleur bleu pâle. Les parents, mâles et femelles, se relaient pour la couvaison pendant environ 4 à 5 semaines. Les jeunes sont ensuite dépendants pendant environ 3 mois. Le succès de la reproduction dépend de la disponibilité de la nourriture et est lié à l'emplacement de la colonie, à la taille de la colonie et à la période de reproduction, entre autres variables.

#### Hybridation
On pense que les fous variés ont une relation parapatrique avec le fou à pieds bleus, et on pense que leur lignée a divergé il y a 0,25 à 0,45 million d'années. L'hybridation entre les deux espèces est loin d'être inconnue, avec des femelles hybrides capables de pondre avec succès et d'élever les poussins résultants. L'hybridation se produit le plus souvent entre les fous variés femelles et les fous à pieds bleus mâles. On suppose que cette préférence est le résultat de l'affichage sexuel plus exagéré du fou à pieds bleus mâle, le faisant peut-être paraître un partenaire sexuel plus intéressant que son homologue varié.

## Habitat et répartition

Aire de répartition du Fou varié en Amérique du Sud. En orange la zone où l'espèce vit en période de reproduction, en bleu où l'espèce vit hors de cette période.

Le Fou varié fréquente les eaux du courant de Humboldt, au large des côtes de l'Amérique du Sud. On les trouve au large des côtes du Pérou, au sud jusqu'au centre du Chili. Leur abondance sur les îles de Lobos de Tierra et Lobos de Afuera a donné lieu à de nombreuses recherches sur les espèces de ces endroits.
Leurs colonies nichent sur des plaines de sable lisses et balayées par le vent qui permettent à leurs nids de rester à des températures allant d'environ 28 °C à 38 °C. Ces pampas permettent une densité assez élevée de nids de fous.

## Taxinomie
Le fou varié appartient au genre Sula. Il partage ce genre avec d'autres fous, comme le Fou à pieds bleus, le Fou à pieds rouges, le Fou brun, le Fou masqué et le Fou de Nazca.
Aucune sous-espèce n'est distinguée, mais certains membres de l'espèce s'hybrident avec le Fou à pieds bleus.